# Аслан Карацев
Аслан Карацев (Асла́н Казбе́кович Кара́цев), латиница (Aslan Karatsev) е руски тенисист. 

## Биография
Аслан Карацев е роден на 4 септември 1993 г. във Владикавказ, Русия. Баща му Казбек Карацев е етнически осетинец и бивш футболист, а майка му Светлана Карацева е лекар. Аслан има по-голяма сестра на име Зарина. Дядото на Карацев по майчина линия е евреин. Когато Карацев е на три години, той и родителите му се преместват в Израел. Те живеят в Израел девет години. Той започва да играе тенис в Тел Авив-Яфа. Първият му треньор е Владимир Рабинович. Майка му и сестра му живеят в Холон, Израел. Карацев говори свободно иврит и споделя, че в Израел се чувства като у дома си. Когато е на 12 години той се връща в Русия с баща си, поради ограничения на финансирането в Израел. Карацев говори свободно руски, иврит и английски и има двойно руско-израелско гражданство.

## Кариера
Аслан Карацев достига най-високото си място в класацията на ATP на сингъл в света, като номер 14, на 7 февруари 2022 г. На 16 май 2022 г. достига връх до номер 76 в класацията на двойки. През февруари 2021 г. Карацев преминава през квалификациите на Откритото първенство на Австралия. За първи път е в основната схема на мейджър, класиран е 114-ти, той побеждава 8-ия поставен Диего Шварцман, 20-ия поставен Феликс Оже-Алиасим и 18-ия поставен Григор Димитров, и стига до полуфиналите. Карацев е първия тенисист в оупън ерата, който достига в дебюта си до полуфиналите в турнир от Големия шлем.

## Кариерна статистика

### ATP финали (3 титли; 5 финала)
|        | П–З | Година | Турнир                  | Клас      | Настилка   | Опонент        | Резултат           |
| ------ | --- | ------ | ----------------------- | --------- | ---------- | -------------- | ------------------ |
| Победа | 1–0 | 2021   | Дубай Тенис Чемпиъншипс | 500 серии | Твърда     | Лойд Харис     | 6–3, 6–2           |
| Загуба | 1–1 | 2021   | Сърбия Оупън            | 250 серии | Клей       | Матео Беретини | 1–6, 6–3, 6–7(0–7) |
| Победа | 2–1 | 2021   | Купа на Кремъл          | 250 серии | Твърда (з) | Марин Чилич    | 6–2, 6–4           |
| Победа | 3–1 | 2022   | Сидни Интернешънъл      | 250 серии | Твърда     | Анди Мъри      | 6–3, 6–3           |
| Загуба | 3–2 | 2023   | Япония Оупън            | 500 серии | Твърда     | Бен Шелтън     | 5–7, 1–6           |